# Мельник Володимир Олександрович (літературознавець)
Мельник Володимир Олександрович — український літературознавець, доктор філософських та філологічних наук. Лауреат Шевченківської премії 1996 року разом з іншими літературознавцями — за навчальний посібник «Історія української літератури ХХ століття» у 2-х книгах.

## З біографії
Народився 1941 року в Ніжині. Закінчив Ніжинський технікум механізації, потім — Київський університет ім. Т. Г. Шевченка. Працював в Інституті літератури ім. Т. Г. Шевченка НАН України. Автор монографій та численних статей з історії української літератури XX століття. Дослідник біографії та творчості Валер'яна Підмогильного. Автор статей про Миколу Хвильового, Михайла Iвченка, Гната Михайличенка, Григорія Косинку. Співавтор видання «Дієвість художнього слова» (1989), збірника «З порога смерті. Письменники України — жертви сталінських репресій» (1991).
1996 року був відзначений Шевченківською премією як співавтор навчального посібника «Історія української літератури ХХ століття» у 2-х книгах.

## Вибрані праці
- Суворий аналітик доби: Валер'ян Підмогильний в ідейно-естетичному контексті української прози першої половини XX ст. / Володимир Олександрович Мельник . — Київ : Інститут літератури ім. Т. Г. Шевченка НАН України, 1994 . — 319 с. — ISBN 5-7702-0909-7.
- Валер'ян Підмогильний : До 90-річчя від дня народження / Володимир Олександрович Мельник . — Київ : Б.и., 1991 . — 48 с.
- Валер'ян Петрович Підмогильний. Оповідання. Повість. Романи; Упорядкування, вступна стаття та примітки Володимира Олександровича Мельника . — Київ : Наукова думка, 1991 . — 793 с. : портр. — (Бібліотека української літератури . Радянська українська література) . — ISBN 5-12-002453-X . (досі найповніше видання творів Підмогильного зі вступною статтею і дуже ґрунтовними коментарями всіх творів)
- Мужність доброти : літературно-критичні статті / Володимир Олександрович Мельник . — Київ : Радянський письменник, 1982 . — 272 с.